# هاربورغ (قضاء)
هاربورغ هو قضاء (Landkreis) في ساكسونيا السفلى، ألمانيا. اشتُقّ اسمه من مدينة هاربورغ على نهر إلبه، التي كانت عاصمة المقاطعة سابقًا، لكنها الآن جزء من هامبورغ، وبالتالي لم تعد تابعة لها. يحدها (من الشرق باتجاه عقارب الساعة) مقاطعات لونبورغ، وهايديكرايس، وروتنبورغ (فوم)، وشتاده، ومدينة هامبورغ وولاية شليسفيغ هولشتاين (مقاطعة لاونبورغ).

## التاريخ
أنشأت الحكومة البروسية في عام 1885 ثلاث أقضية في هذه المنطقة: هاربورغ، وفينسن، وهاربورغ أبون إلبه المستقل. ودُمج قضاءا فينسن وهاربورغ في عام 1932؛ وأصبحت مدينة هاربورغ-فيلهلمسبورغ (التي دُمجت عام 1927) عاصمة المقاطعة، على الرغم من أنها ظلت مستقلة، وبالتالي لم تكن جزءًا منه.
دُمجت مدينة هاربورغ-فيلهلمسبورغ في مدينة هامبورغ بموجب قانون هامبورغ الكبرى في عام 1937. وأصبحت هاربورغ وفيلهلمسبورغ منطقتين تابعتين لهامبورغ. بقيت مقاطعة هاربورغ تابعة لدولة بروسيا واحتفظت باستقلالها الذاتي. أصبحت فينزن لوهه العاصمة الجديدة للمقاطعة عام 1944.

## الجغرافيا
يقع القضاء جنوب هامبورغ، وتضم عدة ضواحي تابعة لمنطقة هامبورغ الحضرية. ويقع جزء من هيث لونيبورغ (Lüneburger Heide) في جنوب المقاطعة.

## شعار النبالة
كان الأسد هو شعار أسرة فلف ودوقية براونشفايغ لونيبورغ، التي كانت المنطقة تابعة لها قبل انضمامها إلى بروسيا. والمفتاح مأخوذ من شعارات أمير بريمن، التي كانت الأجزاء الغربية من المقاطعة تابعة له سابقًا.